# Impatiens wightiana
Impatiens wightiana är en balsaminväxtart som beskrevs av Richard Henry Beddome. Impatiens wightiana ingår i släktet balsaminer, och familjen balsaminväxter. Inga underarter finns listade i Catalogue of Life.